# آروید کنوپل
آروید کنوپل (انگلیسی: Arvid Knöppel; ۷ مارس ۱۸۶۷ – ۷ مارس ۱۹۲۵) تیرانداز اهل سوئد بود.
وی در مسابقات کشوری و بین‌المللی در مجموع برندهٔ ۱ مدال طلا شده‌است.